# Meganthias kingyo
Meganthias kingyo är en fiskart som först beskrevs av Kon, Yoshino och Sakurai 2000.  Meganthias kingyo ingår i släktet Meganthias och familjen havsabborrfiskar. Inga underarter finns listade i Catalogue of Life.